# 塞米爾·斯特里奇

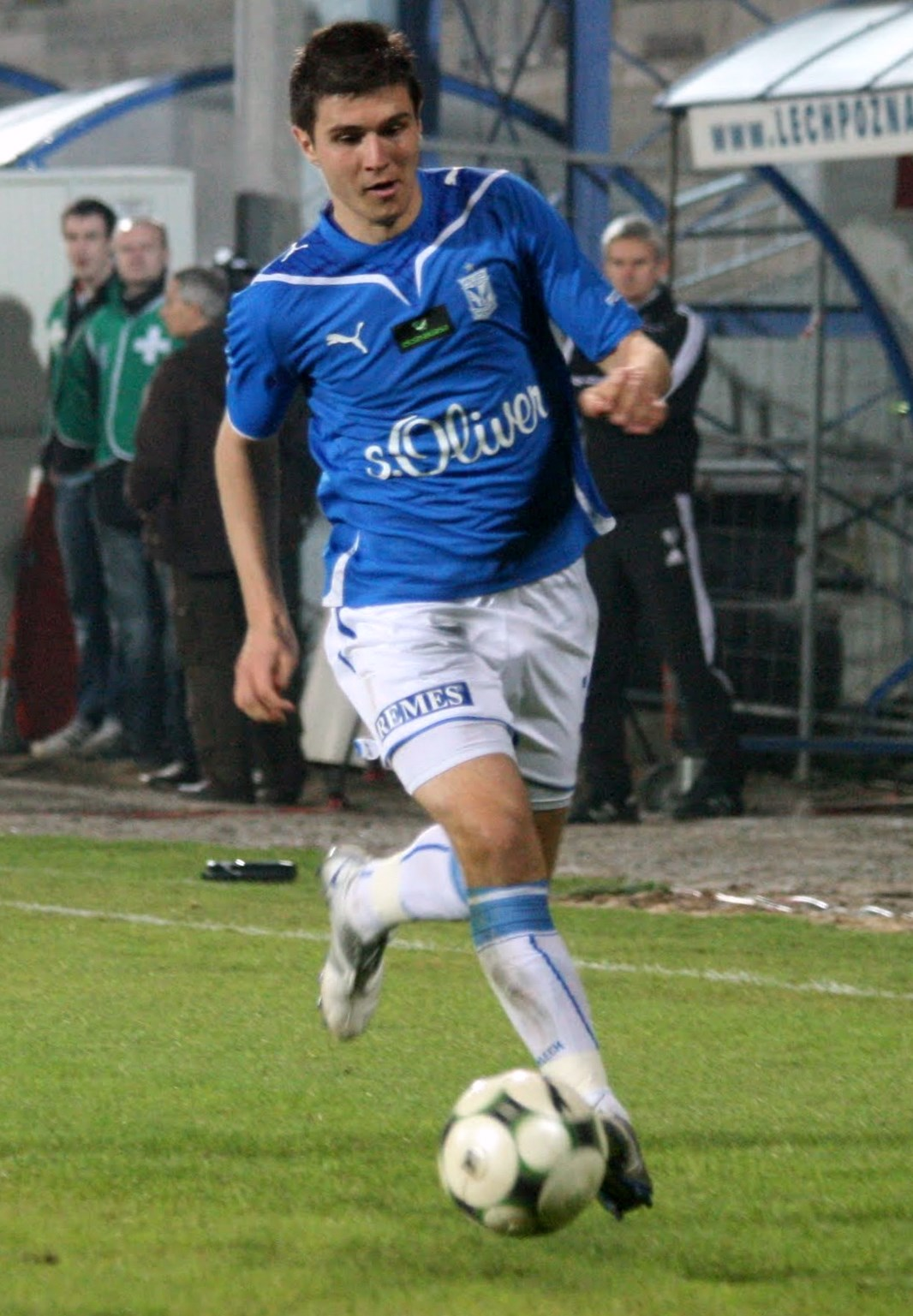
塞米爾·斯特里奇

塞米爾·斯特里奇（1987年10月8日—）是一位波黑足球運動員。在場上的位置是攻擊型中場。他現在效力於波蘭足球甲級聯賽球隊維斯瓦克拉科夫足球俱樂部。他也代表波黑國家足球隊參賽。

## 外部連結
- 90minut.pl网站上塞米爾·斯特里奇的资料（波兰語）